# ویکن (نروژ)
ویکن (به انگلیسی: Viken (county)) یک استان در کشور نروژ است. این استان، در ۱ ژانویه سال ۲۰۲۰ میلادی تأسیس شد. این استان جدید با ادغام آکرهوس، بوسکرود و اوستفولد تشکیل شده‌است. در زمان تأسیس، سه شهرداری از سایر استانها به ویکن منتقل شدند:
یوناکر و لونر، از اوپلاند؛ 
 (اسلوویک) از وستفولد، (ادغام با درامن ۱ ژانویه ۲۰۲۰)
استان ویکن، ۲۲۷۶۸ کیلومتر مربع مساحت دارد. جمعیت اهالی این استان، طبق آمار سال ۲۰۲۱ میلادی ۳۸۴۲۵۲۱ نفر است. مرکز اداری استان ویکن در اسلو، درامن، سرپسبرگ و  موس، واقع شده‌است. گویش اهالی نروژی، بدون لهجهٔ خاص است.
بلندترین نقطه در استان ویکن(Folarskardnuten) ۱۹۳۳٫۳ متر از سطح دریا ارتفاع دارد.